# Echinomyces
Echinomyces är ett släkte av svampar. Echinomyces ingår i familjen Diatrypaceae, ordningen kolkärnsvampar, klassen Sordariomycetes, divisionen sporsäcksvampar och riket svampar.
|             | Eutypa                                |
|             |                                       |
|             | Diatrype                              |
|             |                                       |
|             | Cryptosphaeria                        |
|             |                                       |
|             | Anthostoma                            |
|             |                                       |
|             | Diatrypella                           |
|             |                                       |
|             | Libertella                            |
|             |                                       |
|             | Eutypella                             |
|             |                                       |
|             | Peroneutypa                           |
|             |                                       |
|             | Quaternaria                           |
|             |                                       |
|             | Endoxylina                            |
|             |                                       |
|             | Fassia                                |
|             |                                       |
|             | Dothideovalsa                         |
|             |                                       |
|             | Rostronitschkia                       |
|             |                                       |
|             | Leptoperidia                          |
|             |                                       |
| Echinomyces | \| \| Echinomyces echidna \| \| \| \| |
|             | \| \| Echinomyces echidna \| \| \| \| |
|             | Pogonospora                           |
|             |                                       |
|             | Echinomyces echidna                   |
|             |                                       |

|  | Echinomyces echidna |
|  |                     |